# Presho
Presho – miasto w Stanach Zjednoczonych, w stanie Dakota Południowa, w hrabstwie Lyman.